# Breitungen/Werra
Breitungen/Werra település Németországban, azon belül Türingiában. Lakosainak száma 4555 fő (2023. december 31.). Breitungen/Werra Bad Salzungen és Bad Liebenstein községekkel határos.

## A település részéi
- Altenbreitungen
- Frauenbreitungen
- Herrenbreitungen

## Népesség
A település népességének változása:
| Lakosok száma | 4768 | 4763 | 4636 | 4611 | 4555 |
|               | 2017 | 2019 | 2021 | 2022 | 2023 |